# Andrew McCarthy
Andrew Thomas McCarthy (Westfield, Nueva Jersey, 29 de noviembre de 1962) es un actor estadounidense. Es famoso por sus papeles en St. Elmo's Fire (St. Elmo, punto de encuentro en España), Mannequin, Weekend at Bernie's y Pretty in Pink en la década de los ochenta y más recientemente por sus papeles en las series de TV Lipstick Jungle y Royal Pains.

## Carrera
McCarthy ganó reconocimiento en Hollywood durante los años 1980. Su apariencia de niño bueno lo situó como el protagonista sincero y amigable. A medida que su carrera crecía, involuntariamente se volvió miembro del grupo hollywoodense de jóvenes actores conocido como el Brat Pack, con quienes hizo algunas de sus películas más conocidas como St. Elmo's Fire (St. Elmo, Punto de Encuentro) y Pretty in Pink. Durante la filmación de la primera comenzó a fumar y se convirtió en una adicción que pudo superar en 1995.
Años después de la filmación de Pretty in Pink, su coprotagonista y miembro del Brat Pack Molly Ringwald, admitió haber estado enamorada durante el rodaje. Ella lo encontró "increíblemente lindo" y "soñador".
En 1985 McCarthy protagonizó Heaven Help Us junto a Donald Sutherland y Kevin Dillon, interpretando a Michael Dunn. En el mismo año hizo su debut en Broadway con The Boys of Winter.
En 1987 fue actor principal en la película de comedia, Mannequin, que si bien en su momento no tuvo buena acogida terminó transformándose en película de culto ochentero.
Eventualmente retornó a Hollywood para aparecer en varias cintas como Fresh Horses y Kansas. Tuvo otro éxito con la comedia de 1989 Weekend at Bernie's. En 1993 tuvo un papel secundario en la aclamada The Joy Luck Club.
Volvió a Broadway para protagonizar Side Man. En 2003 iba a realizar una participación en dos episodios de Law & Order: Criminal Intent pero por tener malas relaciones con el actor Vincent D'Onofrio, Dick Wolf, el creador de la serie, decidió que no era conveniente. Wolf declaró luego: «El Sr. McCarthy tuvo malos comportamientos desde el momento en el que puso un pie en el set». McCarthy respondió él mismo diciendo: «Fui despedido porque no le toleré a un compañero amenazarme con violencia física, intimidarme y tratar de dirigirme».
A pesar de esto, luego fue invitado al mismo programa pero con Chris Noth como compañero y salió al aire en noviembre de 2007.
En 2004 interpretó al Dr. Hook en Kingdom Hospital. Desde 2005 ha aparecido con cierta regularidad en episodios de la serie de TV E-Ring. En 2008 protagonizó por NBC la serie Lipstick Jungle como un millonario, pero fue cancelada; tuvo un papel menor en Las crónicas de Spiderwick. Está ubicado en la 40.ª posición del ranking Las 100 mejores estrellas adolescentes de VH1.

## Vida personal
Nació en Westfield, Nueva Jersey. Su madre trabajaba para un periódico y su padre estaba relacionado con las inversiones y las acciones.
En 1999, Andrew se casa con su novia de la universidad Carol Schneider, 20 años después de su primera cita. Más tarde dio sus razones para buscarla: "Me crucé con alguien que dijo que había visto a Carol y su novio y parecían realmente felices, y por alguna razón me molestó durante una semana. La llamé y le pregunté si estaba realmente con este tipo y la invité a tomar un café". En 2002 tuvieron a su hijo Sam McCarthy. En 2005, la pareja se divorció. Junto a su pareja actual, Dolores Rice, tuvo a su hija Willow en 2006.
En 2004 anunció que una vez tuvo un serio problema con el alcohol que comenzó a sus 12 años. En 1992 comenzó un programa de desintoxicación y ha estado sobrio desde entonces.
En 2010, Andrew fue invitado a abandonar una iglesia subterránea en Lalibela, Etiopía por ingresar sin documentación. Fue a esta iglesia como parte de una tarea para Afar Magazine.

## Filmografía
| Cine       | Cine                                  | Cine                         | Cine                                                                         |
| Año        | Título                                | Papel                        | Otras notas                                                                  |
| ---------- | ------------------------------------- | ---------------------------- | ---------------------------------------------------------------------------- |
| 1983       | Class                                 | Jonathan Ogner               |                                                                              |
| 1985       | The Beniker Gang                      | Arthur Beniker               |                                                                              |
| 1985       | Heaven Help Us                        | Michael Dunn                 |                                                                              |
| 1985       | St. Elmo's Fire                       | Kevin Dolenz                 |                                                                              |
| 1986       | Pretty in Pink                        | Blane McDonough              |                                                                              |
| 1987       | Waiting for the Moon                  | Henry Hopper                 |                                                                              |
| 1987       | Mannequin                             | Jonathan Switcher            |                                                                              |
| 1987       | Less Than Zero                        | Clay Easton                  |                                                                              |
| 1988       | Kansas                                | Wade Corey                   |                                                                              |
| 1988       | Fresh Horses                          | Matt Larkin                  |                                                                              |
| 1989       | Weekend at Bernie's                   | Larry Wilson                 |                                                                              |
| 1990       | Jours tranquilles à Clichy            | Henry Miller                 |                                                                              |
| 1990       | Dr. M                                 | Asesino                      |                                                                              |
| 1991       | Year of the Gun                       | David Raybourne              |                                                                              |
| 1992       | Only You                              | Clifford Godfrey             |                                                                              |
| 1993       | Weekend at Bernie's II                | Larry Wilson                 |                                                                              |
| 1993       | The Joy Luck Club                     | Ted Jordan                   |                                                                              |
| 1994       | Night of the Running Man              | Jerry Logan                  | Lanzamiento directo a vídeo                                                  |
| 1994       | Getting In                            | Rupert Grimm                 |                                                                              |
| 1994       | Dead Funny                            | Reggie Barker                |                                                                              |
| 1994       | La señora Parker y el círculo vicioso | Edwin 'Eddie' Pond Parker II |                                                                              |
| 1995       | Dream Man                             | David Mander                 | Lanzamiento directo a vídeo                                                  |
| 1996       | Mulholland Falls                      | Jimmy Fields                 |                                                                              |
| 1996       | Everything Relative                   | Howard                       |                                                                              |
| 1996       | Cosas que nunca te dije               | Don                          |                                                                              |
| 1997       | Stag                                  | Peter Weber                  |                                                                              |
| 1998       | Bela Donna                            | Frank                        |                                                                              |
| 1998       | I Woke Up Early the Day I Died        | Policía del cementerio       |                                                                              |
| 1998       | I'm Losing You                        | Bertie Krohn                 |                                                                              |
| 1999       | A Twist of Faith                      | Henry Smith                  |                                                                              |
| 1999       | New World Disorder                    | Kurt Bishop                  |                                                                              |
| 1999       | New Waterford Girl                    | Cecil Sweeney                |                                                                              |
| 2000       | Nowhere in Sight                      | Eric Shelton                 |                                                                              |
| 2001       | Heaven Must Wait                      | Raymond Cane                 |                                                                              |
| 2002       | Standard Time                         | Elliot Shepherd              |                                                                              |
| 2004       | 2BPerfectlyHonest                     | Josh                         |                                                                              |
| 2004       | News for the Church                   |                              | Director, guionista Cortometraje                                             |
| 2005       | The Orphan King                       | Charles King                 |                                                                              |
| 2008       | Las crónicas de Spiderwick            | Richard Grace                |                                                                              |
| 2009       | The Good Guy                          | Cash                         |                                                                              |
| 2009       | Camp Hope                             | Michael                      | Esperando lanzamiento                                                        |
| 2010       | Snatched                              | Frank Baum                   | post-producción                                                              |
| 2010       | Main Street                           | Howard Mercer                | post-producción                                                              |
| Televisión |                                       |                              |                                                                              |
| Año        | Título                                | Papel                        | Notas                                                                        |
| 1986       | Cuentos asombrosos                    | Edwin                        | Episodio: "El fantasma del abuelo"                                           |
| 1991       | Tales from the Crypt                  | Edward Foster - escritor     | Episodio: "Amado hasta la muerte"                                            |
| 1992       | Common Pursuit                        | Martin Musgrove              | Película de TV                                                               |
| 1995       | The Courtyard                         | Johnathan                    | Película de TV                                                               |
| 1996       | Escape Clause                         | Richard Ramsay               | Película de TV                                                               |
| 1996       | Hostile Force                         | Conejo (Mike)                | Película de TV                                                               |
| 1996       | The Christmas Tree                    | Richard Reilly               | Película de TV                                                               |
| 1998       | A Father for Brittany                 | Keith Lussier                | Película de TV                                                               |
| 1998       | Perfect Assassins                     | Ben Carroway                 | Película de TV                                                               |
| 2000       | A Storm in Summer                     | Stanley Banner               | Película de TV                                                               |
| 2000       | Law & Order: Special Victims Unit     | Randolph Morrow              | Episodio: "Esclavas"                                                         |
| 2000       | The Sight                             | Michael Lewis                | Película de TV                                                               |
| 2000       | Jackie Bouvier Kennedy Onassis        | Robert 'Bobby' Kennedy       | Película de TV                                                               |
| 2002       | Georgetown                            |                              | Piloto                                                                       |
| 2002       | The Secret Life of Zoey               | Mike Harper                  | Película de TV                                                               |
| 2003       | Straight from the Heart               | Tyler Ross                   | Película de TV                                                               |
| 2003       | Law & Order                           | Abogado Finnerty             | Episodio: "Absentia"                                                         |
| 2003       | Twilight Zone                         | Marshall                     | Episodio: "Monstruos en la Calle Maple"                                      |
| 2003       | Monk                                  | Derek Philby                 | Episode: "El Sr. Monk vuelve al colegio"                                     |
| 2004       | Kingdom Hospital                      | Dr. Hook                     | Miniserie                                                                    |
| 2004       | The Hollywood Mom's Mystery           | Kit Freers                   | Película de TV                                                               |
| 2004       | Crusader                              | Hank Robinson                | Película de TV                                                               |
| 2005       | E-Ring                                | Aaron Gerrity                | 5 Episodios: Escape and Evade Tribes Weekend Pass Toy Soldiers The Forgotten |
| 2006       | The Way                               |                              | Piloto                                                                       |
| 2007       | Law & Order: Criminal Intent          | Fiscal Gene Hoyle            | Episodio: "Offense"                                                          |
| 2008–2009  | Lipstick Jungle                       | Joe Bennett                  | 20 episodios                                                                 |
| 2009       | Gossip Girl                           | Rick Rhodes                  | Episodio: "Valley Girls"                                                     |
| 2009       | Royal Pains                           | Marshall David Bryant IV     | 2 episodios                                                                  |
| 2009       | The National Tree                     | Corey Burdock                | Película de TV                                                               |
| 2011       | White Collar                          | Vincent Adler                | 2 episodios: "Forging Bonds" "Under the Radar"                               |

## Premios y nominaciones
Fantafestival
- 1987: Ganador, "Mejor Actor" - Mannequin

Festival Cinematográfico Internacional de Sedona
- 2005: Ganador, "Mejor cortometraje" - News for the Church